# Nekrolog 2. Quartal 1975
Nekrolog
◄◄
| ◄
| 1971
| 1972
| 1973
| 1974
| 1975 | 1976 | 1977 | 1978 | 1979 | ► | ►►
1. Quartal |
2. Quartal |
3. Quartal |
4. Quartal 1975
Weitere Ereignisse | Allgemeiner Nekrolog 1975
Die Beschreibung der verstorbenen Person sollte so kurz wie möglich gehalten sein und nur deren signifikante Tätigkeit(en) enthalten.
Neue Namen ggf. auch unter dem Geburts- und Sterbedatum, also etwa unter 1. Januar und im Geburts- und Sterbejahr (2024) eintragen (nur bei entsprechender großer Wichtigkeit). Für Beispiele siehe die schon vorhandenen Artikel.
Außerdem über die fünf zuletzt Verstorbenen, zu denen es einen ausreichend guten Artikel für eine Präsentation auf der Hauptseite gibt, nach der todesbedingten Überarbeitung der Artikel ggf. auch unter Wikipedia Diskussion:Hauptseite informieren und sie am besten auch in den anderen Wikipedia-Sprachversionen eintragen. Tipp: Regelmäßig bei news.google.de nach „ist tot“, „gestorben“ oder „verstorben“ suchen.
Wenn eine Person gestorben ist, gibt es viele Seiten zu dieser Person in der Wikipedia, die davon auch betroffen sind und entsprechend aktualisiert werden müssen. Beispiele: Namenübersichtsseite, Geburtsjahr, Geburtsort-Seiten und viele mehr.
Wie finde ich die betroffenen Seiten?
Im Suchfeld auf der linken Seite gibt man den Suchbegriff so ein: „Vorname Nachname“. Dann klickt man auf Volltext und alle Seiten mit entsprechendem Suchtext werden aufgerufen. Hier sieht man dann schnell, wo auch das Todesjahr Sinn macht oder sogar ein Teil des Artikels angepasst werden muss. Auch hilft das „Werkzeug“ auf der linken Seite sehr gut, um solche Seiten aufzufinden: „Links auf diese Seite“. Somit ist die Wikipedia wieder aktuell in allen Bereichen! Hinweis: bei Eintragung der Kategorie „Gestorben JAHR“ wird der Missbrauchsfilter 49 ausgelöst, was jedoch nicht schlimm ist. Siehe: Spezial:Missbrauchsfilter/49
Dies ist eine Liste von im zweiten Quartal 1975 verstorbenen bekannten Persönlichkeiten. Die Einträge erfolgen innerhalb der einzelnen Daten alphabetisch sortiert. Tiere sind im Nekrolog für Tiere zu finden.

## April
| Tag       | Name                                    | Beruf, bekannt als                                                                                     | Alter | Beleg |
| --------- | --------------------------------------- | --- | ----- | ----- |
| 1. April  | Georg Baur                              | deutscher Politiker (CDU), MdB, MdL                                                                    | 79    |       |
| 1. April  | Friedrich Eifler                        | deutscher Politiker, Mitglied des Landesrats (Saargebiet) (KPD)                                        | 81    |       |
| 1. April  | Lorenz Jaeger                           | deutscher Geistlicher, Erzbischof von Paderborn und Kardinal                                           | 82    |       |
| 1. April  | Hermann Spencker                        | deutscher Arzt, Politiker (LDPD), MdV                                                                  | 78    |       |
| 1. April  | Ekrem Tok                               | türkischer Mediziner und Staatssekretär                                                                |       |       |
| 2. April  | Charles-Edouard de Bavier               | Schweizer Diplomat                                                                                     | 81    |       |
| 2. April  | Arnold Brügger                          | Schweizer Maler                                                                                        | 86    |       |
| 2. April  | Fritz Domina                            | deutscher Pianist, Arrangeur und Filmkomponist                                                         | 72    |       |
| 2. April  | Dong Biwu                               | chinesischer kommunistischer Politiker während des Regimes von Mao Zedong                              | 89    |       |
| 2. April  | Josef Hotový                            | tschechischer Komponist und Musiker                                                                    | 70    |       |
| 2. April  | Mark Light                              | US-amerikanischer Autorennfahrer                                                                       | 64    |       |
| 2. April  | Rex Mason                               | neuseeländischer Politiker                                                                             | 89    |       |
| 2. April  | Piet van der Velden                     | niederländischer Wasserballspieler                                                                     | 75    |       |
| 3. April  | Lutz Altschul                           | österreichischer Schauspieler                                                                          | 75    |       |
| 3. April  | Herbert Halli                           | deutsches Todesopfer an der Berliner Mauer                                                             | 21    |       |
| 3. April  | Peter Kohnke                            | deutscher Schießsportler, Olympiasieger 1960 in Rom                                                    | 33    |       |
| 3. April  | Alfred Pierburg                         | deutscher Industrieller                                                                                | 71    |       |
| 3. April  | Wenzel Rossmeisl                        | deutscher Gitarrenbauer                                                                                | 72    |       |
| 3. April  | Otto Soglow                             | US-amerikanischer Comiczeichner                                                                        | 74    |       |
| 3. April  | Mary Ure                                | schottische Film- und Theaterschauspielerin sowie Fotomodel                                            | 42    |       |
| 4. April  | Albert Chamberland                      | kanadischer Violinist, Dirigent, Musiklehrer und Komponist                                             | 88    |       |
| 4. April  | Charles Clibbon                         | britischer Leichtathlet                                                                                | 80    |       |
| 4. April  | Herfried Hoinkes                        | österreichischer Meteorologe und Glaziologe                                                            | 59    |       |
| 4. April  | Herbert List                            | deutscher Fotograf                                                                                     | 71    |       |
| 4. April  | Virginia Loney                          | US-amerikanische Erbin und Lusitania-Überlebende, Ehefrau von Robert H. Gamble                         | 75    |       |
| 4. April  | Erik Pettersson                         | schwedischer Gewichtheber                                                                              | 84    |       |
| 4. April  | Edith Rosenbaum                         | US-amerikanische Journalistin, Designerin und Kriegsberichterstatterin                                 | 95    |       |
| 4. April  | Philipp Rupprecht                       | Zeichner für das NS-Propagandamagazin Der Stürmer                                                      | 74    |       |
| 4. April  | Sven Rydell                             | schwedischer Fußballspieler                                                                            | 70    |       |
| 5. April  | Ralph Bard                              | US-amerikanischer hoher Beamter der US-Navy                                                            | 90    |       |
| 5. April  | Tell Berna                              | US-amerikanischer Leichtathlet und Olympiasieger bei Olympischen Spielen                               | 83    |       |
| 5. April  | Isabel Bolton                           | US-amerikanische Schriftstellerin                                                                      | 91    |       |
| 5. April  | John Anthony Burns                      | US-amerikanischer Politiker                                                                            | 66    |       |
| 5. April  | Willi Burow                             | deutscher Buchbindermeister und Kunsteinbandgestalter in der DDR                                       |       |       |
| 5. April  | Chiang Kai-shek                         | chinesischer Politiker, Präsident der Republik China                                                   | 87    |       |
| 5. April  | Victor Marijnen                         | niederländischer Politiker (Ministerpräsident 1963–1965)                                               | 58    |       |
| 5. April  | Harold Osborn                           | US-amerikanischer Leichtathlet                                                                         | 75    |       |
| 6. April  | Ernst David Bergmann                    | israelischer Forscher für Atomwaffen und Chemiker                                                      | 71    |       |
| 6. April  | Lotte Gleichmann                        | deutsche Zeichenlehrerin und Malerin                                                                   | 85    |       |
| 7. April  | Käthe Heinemann                         | deutsche Pianistin und Musikpädagogin                                                                  | 83    |       |
| 7. April  | Inoue Masakichi                         | General der kaiserlich japanischen Armee                                                               | 89    |       |
| 7. April  | Perhobstler                             | deutscher Schriftsteller                                                                               | 83    |       |
| 7. April  | Karl Pfleger                            | deutscher Theologe                                                                                     | 91    |       |
| 7. April  | Käte Steinitz                           | deutsche Malerin des Dadaismus, Kunstkritikerin, Bibliothekarin                                        | 85    |       |
| 7. April  | Charles Williams                        | US-amerikanischer Schriftsteller und Drehbuchautor                                                     | 65    |       |
| 8. April  | Santiago Arrieta                        | uruguayischer Schauspieler                                                                             | 77    |       |
| 8. April  | Heinrich Ellerbrok                      | deutscher Politiker (SPD)                                                                              | 80    |       |
| 8. April  | Henk Lakeman                            | niederländischer Radrennfahrer                                                                         | 52    |       |
| 8. April  | Joseph Laniel                           | französischer Politiker (AD, PRL), Mitglied der Nationalversammlung                                    | 85    |       |
| 8. April  | Xaver Stöckli                           | Schweizer Politiker (CVP)                                                                              | 86    |       |
| 8. April  | Alice Morgan Wright                     | US-amerikanische Bildhauerin, Suffragette und Tierschützerin                                           | 93    |       |
| 9. April  | Paul Reinhard Beierlein                 | deutscher Heimatforscher                                                                               | 89    |       |
| 9. April  | Armand Boppart                          | Schweizer Wasserballspieler                                                                            | 81    |       |
| 9. April  | Erich Börger                            | deutscher Politiker (NSDAP), MdR                                                                       | 75    |       |
| 9. April  | Donald Randell Evans                    | britischer Offizier der Luftstreitkräfte des Vereinigten Königreichs                                   | 63    |       |
| 9. April  | Josef Maria Frank                       | deutscher Roman- und Reiseschriftsteller, Drehbuchautor                                                | 79    |       |
| 9. April  | Alkmar von Kügelgen                     | deutscher Anatom und Hochschullehrer                                                                   | 64    |       |
| 9. April  | Karl Pümpin                             | Schweizer Landwirt und Maler                                                                           | 68    |       |
| 10. April | Walker Evans                            | US-amerikanischer Fotograf                                                                             | 71    |       |
| 10. April | Marjorie Main                           | US-amerikanische Schauspielerin                                                                        | 85    |       |
| 11. April | Friedrich Böhme                         | deutscher Maler und Bildhauer                                                                          | 76    |       |
| 11. April | Seán Collins                            | irischer Politiker                                                                                     | 56    |       |
| 11. April | Thomas Crerar                           | kanadischer Politiker                                                                                  | 98    |       |
| 11. April | James F. Lind                           | US-amerikanischer Politiker                                                                            | 74    |       |
| 11. April | André Obey                              | französischer Theaterautor, Autor und Dramatiker                                                       | 82    |       |
| 11. April | John F. Simms                           | US-amerikanischer Politiker                                                                            | 58    |       |
| 12. April | Alf Andersen                            | norwegischer Skispringer                                                                               | 68    |       |
| 12. April | Josephine Baker                         | US-amerikanische Tänzerin, Sängerin und Schauspielerin                                                 | 68    |       |
| 12. April | Henry Allan Gleason                     | US-amerikanischer Botaniker und Ökologe                                                                | 93    |       |
| 12. April | Mile Markowski                          | bulgarischer und mazedonischer Schriftsteller                                                          | 35    |       |
| 12. April | Sydney Rowell                           | australischer Generalleutnant                                                                          | 80    |       |
| 12. April | Curt Seibert                            | deutscher Offizier, Journalist und Autor                                                               | 77    |       |
| 12. April | Frieda Unger                            | deutsche Politikerin                                                                                   | 86    |       |
| 13. April | Hans Anhalt                             | deutscher SS-Scharführer, Aufseher im KZ Auschwitz und verurteilter Kriegsverbrecher                   | 66    |       |
| 13. April | Emil Bergman                            | schwedischer Eishockeyspieler                                                                          | 66    |       |
| 13. April | Victor N. Cohen                         | Schweizer Grafiker und Werbepionier                                                                    |       |       |
| 13. April | Serge Elisseeff                         | russischer Orientalist                                                                                 | 86    |       |
| 13. April | Lee Man-hee                             | südkoreanischer Filmregisseur                                                                          | 43    |       |
| 13. April | Larry Parks                             | US-amerikanischer Film- und Theaterschauspielerin                                                      | 60    |       |
| 13. April | Robert Roth                             | deutscher Politiker (NSDAP), MdR                                                                       | 84    |       |
| 13. April | Kurt Sellnick                           | deutscher Schauspieler, Regisseur, Schriftsteller und Dramaturg                                        | 80    |       |
| 13. April | François Tombalbaye                     | tschadischer Präsident                                                                                 | 56    |       |
| 13. April | Jakob Trumpfheller                      | deutscher Politiker                                                                                    | 88    |       |
| 14. April | Jakob Awender                           | Führer der „Erneuerungsbewegung“ im Königreich Jugoslawien                                             | 76    |       |
| 14. April | Boris Djacenko                          | deutscher Schriftsteller                                                                               | 57    |       |
| 14. April | Günter Oskar Dyhrenfurth                | deutsch-schweizerischer Bergsteiger und Geologe                                                        | 88    |       |
| 14. April | Athos Damasceno Ferreira                | brasilianischer Dichter, Autor, Übersetzer, Journalist, Literaturkritiker und Historiker               | 72    |       |
| 14. April | Fredric March                           | US-amerikanischer Schauspieler                                                                         | 77    |       |
| 14. April | Jean Paul Morel                         | US-amerikanischer Dirigent und Musikpädagoge                                                           | 72    |       |
| 14. April | Clyde Tolson                            | US-amerikanischer Associate Director des FBI                                                           | 74    |       |
| 15. April | Fritzmartin Ascher                      | deutscher Lehrer und Kommunalpolitiker                                                                 | 79    |       |
| 15. April | Hans Fritz Beckmann                     | deutscher Liedtexter                                                                                   | 66    |       |
| 15. April | Richard Conte                           | US-amerikanischer Film- und Theaterschauspieler sowie Filmregisseur                                    | 65    |       |
| 15. April | Ernst Frauchiger                        | Schweizer Neurologe                                                                                    | 71    |       |
| 15. April | John Greenwood                          | britischer Komponist und Filmkomponist                                                                 | 85    |       |
| 15. April | Hans Hellhoff                           | deutscher Hörfunkmoderator und Reporter                                                                |       |       |
| 15. April | Karl Heß                                | Rechtsanwalt und Vorsitzender von Darmstadt 98                                                         | 75    |       |
| 15. April | Charles Journet                         | Schweizer Kardinal der römisch-katholischen Kirche                                                     | 84    |       |
| 15. April | Marjorie Stinson                        | US-amerikanische Flugpionierin                                                                         | 79    |       |
| 15. April | Rolf Wagenführ                          | deutscher Statistiker                                                                                  | 69    |       |
| 15. April | Philipp Albrecht Herzog von Württemberg | deutscher Adliger                                                                                      | 81    |       |
| 16. April | Walter Schallreuter                     | deutscher Physiker und Hochschullehrer                                                                 | 80    |       |
| 16. April | Ludwig Gabriel Schrieber                | deutscher Bildhauer, Maler und Zeichner                                                                | 67    |       |
| 16. April | Richard Rudolf Walzer                   | deutsch-britischer Sprachwissenschaftler und Philosoph                                                 | 74    |       |
| 16. April | Hans-Richard Wendt                      | deutscher Kapitän                                                                                      | 67    |       |
| 16. April | Vult Ziehen                             | deutscher Zoologe und Psychiater                                                                       | 75    |       |
| 17. April | Dan Ekner                               | schwedischer Fußballspieler                                                                            | 47    |       |
| 17. April | Hang Thun Hak                           | kambodschanischer Politiker                                                                            | 48    |       |
| 17. April | S. Radhakrishnan                        | indischer Philosoph, Politiker und Staatspräsident                                                     | 86    |       |
| 17. April | Lino Ziller                             | italienischer Politiker                                                                                | 66    |       |
| 18. April | Clemens Ernst Benda                     | deutsch-US-amerikanischer Neurochirurg                                                                 | 76    |       |
| 18. April | Ludwig Schneider                        | deutscher Schachfunktionär und Schachspieler                                                           | 67    |       |
| 18. April | Walter Zerlett-Olfenius                 | deutscher Drehbuchautor                                                                                | 78    |       |
| 19. April | Robert Aron                             | französischer Historiker und Essayist                                                                  | 76    |       |
| 19. April | Adolf Brunner                           | deutscher Künstler und Grafiker                                                                        | 70    |       |
| 19. April | William Murdoch Duncan                  | schottischer Schriftsteller                                                                            | 65    |       |
| 19. April | Hans Jürgen Eggers                      | deutscher Prähistoriker                                                                                | 69    |       |
| 19. April | Salvatore Satta                         | italienischer Jurist und Schriftsteller                                                                | 72    |       |
| 19. April | Aksel Schiøtz                           | dänischer Opernsänger (Tenor, Bariton) und Gesangspädagoge                                             | 68    |       |
| 20. April | Karl Paul Hensel                        | deutscher Nationalökonom                                                                               | 68    |       |
| 20. April | Hans Jordan                             | deutscher Offizier, zuletzt General der Infanterie im Zweiten Weltkrieg                                | 82    |       |
| 20. April | John Vachon                             | US-amerikanischer Fotograf                                                                             | 60    |       |
| 21. April | Percy Lavon Julian                      | US-amerikanischer Chemiker                                                                             | 76    |       |
| 21. April | Frants Landt                            | dänischer Marinemaler                                                                                  | 90    |       |
| 21. April | Arthur Marohn                           | deutscher Fußballspieler und -trainer                                                                  | 81    |       |
| 21. April | Pascoal Ranieri Mazzilli                | brasilianischer Präsident                                                                              | 64    |       |
| 21. April | Cecilie von Preußen                     | deutsche Adelige, Tochter des deutschen Kronprinzen Wilhelm                                            | 57    |       |
| 21. April | Melchior Vischer                        | deutscher Schriftsteller und Regisseur böhmischer Herkunft                                             | 80    |       |
| 22. April | Willy Böckl                             | österreichischer Eiskunstläufer                                                                        | 82    |       |
| 22. April | Anton Paulik                            | österreichischer Dirigent                                                                              | 73    |       |
| 22. April | Mary Philips                            | US-amerikanische Schauspielerin                                                                        | 74    |       |
| 22. April | Lajos Steiner                           | ungarisch-australischer Schachspieler                                                                  | 71    |       |
| 22. April | Walter Vinson                           | US-amerikanischer Blues-Gitarrist und Sänger                                                           | 74    |       |
| 22. April | Kid Wolfe                               | US-amerikanischer Boxer im Superbantamgewicht                                                          | 79    |       |
| 23. April | Leighton Abel                           | US-amerikanischer Politiker (Republikanische Partei)                                                   | 75    |       |
| 23. April | Rolf Dieter Brinkmann                   | deutscher Lyriker und Erzähler                                                                         | 35    |       |
| 23. April | Arnold Churchill                        | britischer Leichtathlet                                                                                | 92    |       |
| 23. April | Pete Ham                                | britischer Rocksänger und -gitarrist                                                                   | 27    |       |
| 23. April | William Hartnell                        | englischer Schauspieler                                                                                | 67    |       |
| 23. April | Peter Nettekoven                        | deutscher Geistlicher, Generalvikar und ernannter Weihbischof in Köln                                  | 60    |       |
| 23. April | Ole Stenen                              | norwegischer Skisportler                                                                               | 71    |       |
| 24. April | Piero Costa                             | italienischer Filmregisseur und Drehbuchautor                                                          | 61    |       |
| 24. April | Heinz Hillegaart                        | deutscher Diplomat, Mordopfer der RAF                                                                  | 64    |       |
| 24. April | Andreas Baron von Mirbach               | deutscher Offizier und Diplomat, Terrorismusopfer der RAF                                              | 44    |       |
| 24. April | Carl Schneiders                         | deutscher Maler                                                                                        | 70    |       |
| 24. April | Sophie Schulz                           | österreichische Politikerin (ÖVP), Landtagsabgeordnete                                                 | 69    |       |
| 24. April | Fukuhei Takabeya                        | japanischer Bauingenieur                                                                               | 81    |       |
| 25. April | Walter Adolph                           | deutscher Priester, Generalvikar                                                                       | 72    |       |
| 25. April | Alf Ainsworth                           | englischer Fußballspieler                                                                              | 61    |       |
| 25. April | Enrico Anselmi                          | italienischer Autorennfahrer                                                                           | 59    |       |
| 25. April | Mike Brant                              | israelischer Chanson-Sänger                                                                            | 28    |       |
| 25. April | Jacques Duclos                          | französischer kommunistischer Politiker, Mitglied der Nationalversammlung                              | 78    |       |
| 25. April | Chester C. Gorski                       | US-amerikanischer Politiker                                                                            | 68    |       |
| 25. April | Max Leutgeb                             | Stadtpfarrer von Freyung                                                                               | 73    |       |
| 25. April | Ulrich Wessel                           | deutscher Terrorist der RAF                                                                            | 29    |       |
| 26. April | Heinz Beyer                             | deutscher Ruderer                                                                                      | 64    |       |
| 26. April | Sidney Myer Ehrman                      | US-amerikanischer Anwalt                                                                               | 101   |       |
| 26. April | Fritz Grau                              | deutscher Jurist und Ministerialbeamter                                                                | 85    |       |
| 26. April | Demë Ali Pozhari                        | albanischer Mitbegründer und Anführer der albanischen Widerstandsbewegung und Bürgermeister von Pozhar | 70    |       |
| 26. April | Mario Alberto Torres Hernández          | chilenischer Fußballspieler                                                                            | 43    |       |
| 26. April | Karl Wagler                             | sächsischer Maler                                                                                      | 87    |       |
| 26. April | Leslie Winik                            | US-amerikanischer Filmproduzent                                                                        | 72    |       |
| 27. April | Phyllis Dare                            | britische Schauspielerin                                                                               | 84    |       |
| 27. April | Otto H. Förster                         | deutscher Kunsthistoriker und Museumsleiter                                                            | 80    |       |
| 27. April | Marty Marsala                           | US-amerikanischer Jazzmusiker                                                                          | 66    |       |
| 27. April | John B. McKay                           | US-amerikanischer Testpilot                                                                            | 52    |       |
| 27. April | Walter Schmidt-Rimpler                  | deutscher Jurist und Hochschullehrer                                                                   | 89    |       |
| 27. April | Karl Wild                               | deutscher Eishockeyspieler und -trainer                                                                | 57    |       |
| 28. April | Leopoldo de Almeida                     | portugiesischer Bildhauer und Professor                                                                | 76    |       |
| 28. April | Tom Donahue                             | US-amerikanischer Disc-Jockey, Produzent und Konzert-Promoter                                          | 46    |       |
| 28. April | Palma Guillén y Sánchez                 | mexikanischer Botschafterin                                                                            | 77    |       |
| 28. April | Hans Arnold Heilbronn                   | kanadischer Mathematiker                                                                               | 66    |       |
| 28. April | Lothar Metz                             | deutscher Brigadegeneral der Bundeswehr und Unterabteilungsleiter im Bundesnachrichtendienst           | 67    |       |
| 28. April | Sonya Noskowiak                         | deutsch-US-amerikanische Fotografin                                                                    | 74    |       |
| 28. April | Lothar Perl                             | deutsch-US-amerikanischer Pianist, Komponist und Dirigent                                              | 64    |       |
| 28. April | Edwin Bucher Williams                   | US-amerikanischer Romanist, Hispanist, Lusitanist und Lexikograf                                       | 83    |       |
| 29. April | Eugen Bachmann                          | deutscher Politiker (CDU), MdL                                                                         | 62    |       |
| 29. April | Ludwig Clemm                            | deutscher Archivar                                                                                     | 81    |       |
| 29. April | Torleiv Corneliussen                    | norwegischer Segler                                                                                    | 84    |       |
| 29. April | John Mills Houston                      | US-amerikanischer Politiker                                                                            | 84    |       |
| 29. April | Julius Hüniken                          | deutscher Forstmann, Gutsbesitzer                                                                      | 97    |       |
| 29. April | Johann Heinrich Lennartz                | deutscher Politiker (Zentrumspartei), Bürgermeister                                                    | 79    |       |
| 29. April | Kurt Middendorf                         | deutscher Opernsänger und Schauspieler                                                                 | 88    |       |
| 29. April | Anton Proksch                           | österreichischer Gewerkschafter und Politiker (SPÖ), Abgeordneter zum Nationalrat                      | 78    |       |
| 30. April | Mabel Brookes                           | australische Schriftstellerin                                                                          | 84    |       |
| 30. April | Domenico Ciufoli                        | italienischer Politiker (PCI)                                                                          | 76    |       |
| 30. April | Hans Czermak                            | österreichischer HNO-Arzt und NS-Funktionär                                                            | 83    |       |
| 30. April | Ernst Haenchen                          | deutscher evangelischer Theologe                                                                       | 80    |       |
| 30. April | Friedrich Kuhnle                        | deutscher Verwaltungsjurist und Politiker, MdL, Landrat des Landkreises Vaihingen                      | 73    |       |
| 30. April | Pablo Macías Valenzuela                 | mexikanischer Politiker und Divisionsgeneral                                                           | 83    |       |
| 30. April | Josef Rudinger                          | tschechoslowakischer Chemiker                                                                          | 51    |       |
| April     | George Albinson                         | englischer Fußballspieler                                                                              | 78    |       |
| April     | Raúl Spivak                             | argentinischer klassischer Pianist und Musikpädagoge                                                   | 68    |       |
| April     | Gerhard Winkler                         | deutscher Architekt                                                                                    | 76    |       |

## Mai
| Tag     | Name                               | Beruf, bekannt als                                                                            | Alter | Beleg |
| ------- | ---------------------------------- | --------------------------------------------------------------------------------------------- | ----- | ----- |
| 1. Mai  | Johann Berghammer                  | oberösterreichischer Politiker (SPÖ), oberösterreichischer Landtagsabgeordneter               | 57    |       |
| 1. Mai  | Carl Weickert                      | deutscher Klassischer Archäologe                                                              | 90    |       |
| 2. Mai  | Shantaram Athavale                 | indischer Liedtexter, Filmregisseur, Dokumentarfilmer, Dichter und Autor                      | 65    |       |
| 2. Mai  | Concepció Badia i Millàs           | katalanische Sopranistin und Gesangslehrerin                                                  | 77    |       |
| 2. Mai  | Johannes Linke                     | deutscher Geograph, Lehrer und Heimatforscher                                                 | 69    |       |
| 3. Mai  | Sarah Fischer                      | französisch-kanadische Opernsängerin (Sopran) und Gesangspädagogin                            | 79    |       |
| 3. Mai  | Franz Gessner                      | österreichischer Architekt                                                                    | 95    |       |
| 3. Mai  | Richard Gölz                       | deutscher Kirchenmusiker und Theologe                                                         | 88    |       |
| 3. Mai  | Samuel Gonard                      | Schweizer Jurist und ranghoher Berufsoffizier der Schweizer Armee                             | 78    |       |
| 3. Mai  | Adolf Leskovar                     | österreichischer Politiker (CSP, ÖVP), Abgeordneter zum Nationalrat, Mitglied des Bundesrates | 83    |       |
| 3. Mai  | Hermann Runge                      | deutscher Politiker (SPD), MdL, MdB                                                           | 72    |       |
| 3. Mai  | Albert L. Vreeland                 | US-amerikanischer Politiker                                                                   | 73    |       |
| 3. Mai  | Willi Weber                        | deutscher Kommunalpolitiker (SED)                                                             | 60    |       |
| 4. Mai  | Anselme Dimier                     | französischer Trappistenmönch, Kunsthistoriker, Ordenshistoriker und Archäologe               | 77    |       |
| 4. Mai  | Moe Howard                         | US-amerikanischer Komiker (The Three Stooges)                                                 | 77    |       |
| 4. Mai  | Hans Lokscha                       | österreichischer Agrarwissenschaftler                                                         | 80    |       |
| 4. Mai  | David Martin                       | US-amerikanischer Jazzmusiker                                                                 | 67    |       |
| 4. Mai  | Karl Otto Paetel                   | deutscher Journalist und Publizist; Nationalbolschewist                                       | 68    |       |
| 4. Mai  | Georg Rückeis                      | deutscher Politiker (SPD), Mitglied der Stadtverordnetenversammlung von Groß-Berlin           | 87    |       |
| 4. Mai  | Horst Strempel                     | deutscher Maler und Grafiker                                                                  | 70    |       |
| 5. Mai  | Georg Asmus                        | deutscher Polizeipräsident und SS-Führer                                                      | 86    |       |
| 5. Mai  | Roque Biafore                      | argentinischer Bandoneonist und Tangokomponist                                                | 98    |       |
| 05. Mai | Nils Eriksen                       | norwegischer Fußballspieler                                                                   | 64    |       |
| 5. Mai  | Siegfried Hausner                  | deutscher Terrorist, Mitglied der Rote Armee Fraktion                                         | 23    |       |
| 5. Mai  | Egon Maximilian Hirschberger       | deutscher Bibliothekar                                                                        | 51    |       |
| 5. Mai  | Kenneth Keating                    | US-amerikanischer Jurist, Diplomat und Politiker                                              | 74    |       |
| 5. Mai  | Ladislao Mittner                   | italienischer Germanist und Sprachwissenschaftler                                             | 73    |       |
| 5. Mai  | Leo Tendler                        | deutscher Politiker (Zentrum, CDU)                                                            | 93    |       |
| 6. Mai  | Arnold Güttsches                   | deutscher Direktor des Kölner Stadtarchivs                                                    | 70    |       |
| 6. Mai  | Friedrich Langensiepen             | deutscher evangelischer Pfarrer und Mitglied des Bruderrates der Bekennenden Kirche           | 77    |       |
| 6. Mai  | Friedrich Leinert                  | deutscher Komponist und Musikwissenschaftler                                                  | 66    |       |
| 6. Mai  | Josef Menke                        | deutscher Politiker (CDU), MdB                                                                | 75    |       |
| 6. Mai  | József Mindszenty                  | ungarischer Erzbischof der Erzdiözese Esztergom-Budapest                                      | 83    |       |
| 6. Mai  | Lewis D. Thill                     | US-amerikanischer Politiker                                                                   | 71    |       |
| 7. Mai  | Franz Bistricky                    | österreichischer Feldhandballspieler                                                          | 60    |       |
| 7. Mai  | Gerhart Ellert                     | österreichische Schriftstellerin                                                              | 75    |       |
| 7. Mai  | Julius Hay                         | ungarisch-österreichischer kommunistischer Dramatiker                                         | 75    |       |
| 7. Mai  | Johannes Krüger                    | deutscher Architekt                                                                           | 84    |       |
| 7. Mai  | Hermann Künneth                    | deutscher Mathematiker                                                                        | 82    |       |
| 7. Mai  | Alfred Rosé                        | US-amerikanisch-kanadischer Pianist, Dirigent und Komponist                                   | 72    |       |
| 7. Mai  | Rex Waite                          | britischer Luftwaffenoffizier, Chef der britischen Luftwaffenverbände in Berlin               | 73    |       |
| 8. Mai  | Konrad Bernhauer                   | deutscher Biochemiker und Hochschullehrer                                                     | 74    |       |
| 8. Mai  | Avery Brundage                     | US-amerikanischer Sportfunktionär, Unternehmer, Kunstmäzen und Leichtathlet                   | 87    |       |
| 8. Mai  | Bram Fischer                       | südafrikanischer weißer Rechtsanwalt und Bürgerrechtler                                       | 67    |       |
| 8. Mai  | Pitigrilli                         | italienischer Schriftsteller, Journalist und Rechtswissenschaftler                            | 81    |       |
| 8. Mai  | Roider Jackl                       | bayerischer Volkssänger                                                                       | 68    |       |
| 9. Mai  | William West Bond                  | US-amerikanischer Politiker                                                                   | 91    |       |
| 9. Mai  | Frits van Dongen                   | niederländischer Schauspieler                                                                 | 73    |       |
| 9. Mai  | Franz Josef von Österreich-Toskana | österreichischer Adeliger, Sohn von Erzherzog Leopold Salvator                                | 70    |       |
| 9. Mai  | Walter Pauli                       | deutscher Polizist                                                                            | 22    |       |
| 9. Mai  | Werner Sauber                      | Schweizer Filmemacher, Terrorist der Bewegung 2. Juni                                         | 28    |       |
| 9. Mai  | Irma Stoß                          | deutsche Lehrerin und Schulleiterin                                                           | 88    |       |
| 9. Mai  | Antonio Vojak                      | italienischer Fußballspieler und -trainer                                                     | 70    |       |
| 10. Mai | Heinz Beck                         | deutscher Politiker (SPD), MdL                                                                | 60    |       |
| 10. Mai | Roque Dalton                       | salvadorianischer Dichter und Journalist                                                      | 39    |       |
| 10. Mai | Ernst Farke                        | deutscher Politiker (DP), MdL Niedersachsen, MdB                                              | 80    |       |
| 10. Mai | Zygmunt Haupt                      | polnischer Maler, Schriftsteller und Architekt                                                | 68    |       |
| 11. Mai | Ernst Hugo Fischer                 | deutscher Philosoph und Soziologe                                                             | 77    |       |
| 11. Mai | Benny Harris                       | US-amerikanischer Trompeter des Modern Jazz                                                   | 56    |       |
| 11. Mai | Çetin Mert                         | türkischer Junge, der als jüngstes Maueropfer gilt                                            | 5     |       |
| 11. Mai | Jeanne Pérez                       | französische Schauspielerin                                                                   | 80    |       |
| 12. Mai | Ferdinand Burgdorff                | US-amerikanischer Maler, Radierer und Druckgrafiker                                           | 93    |       |
| 12. Mai | Isobel Dunlop                      | britische Violinistin und Komponistin                                                         | 74    |       |
| 12. Mai | Jörg Erb                           | Religionspädagoge und christlicher Autor                                                      | 75    |       |
| 12. Mai | Friedrich-Carl Hanesse             | deutscher Offizier, zuletzt General der Flieger im Zweiten Weltkrieg                          | 82    |       |
| 12. Mai | Friedrich Harth                    | deutscher Landtagsabgeordneter (NSDAP) im Volksstaat Hessen                                   | 86    |       |
| 12. Mai | Norbert Langer                     | österreichischer Literaturhistoriker und Schriftsteller                                       | 76    |       |
| 12. Mai | Edward Luckhaus                    | deutsch-polnischer Dreispringer                                                               | 64    |       |
| 12. Mai | Joe Mooney                         | US-amerikanischer Pianist, Arrangeur, Akkordeonspieler und Sänger des Swing                   | 64    |       |
| 12. Mai | João Rebelo                        | portugiesischer Radrennfahrer                                                                 | 55    |       |
| 13. Mai | Bernhard Meißner                   | deutscher Verlagshausleiter und Politiker (zuletzt FDP)                                       | 72    |       |
| 13. Mai | Marguerite Perey                   | französische Chemikerin und Physikerin                                                        | 65    |       |
| 13. Mai | Wladislaw Andrejewitsch Solotarjow | sowjetischer Komponist und Bajan-Spieler                                                      | 32    |       |
| 13. Mai | Kurt Susen                         | deutscher Politiker (SPD), MdA                                                                | 69    |       |
| 13. Mai | Charles Vaurie                     | US-amerikanischer Ornithologe, Zoologe und Paläontologe                                       | 68    |       |
| 13. Mai | Erich Venzmer                      | deutscher Landschaftsmaler, Pädagoge und Kunstwissenschaftler                                 | 81    |       |
| 13. Mai | Bob Wills                          | US-amerikanischer Country-Musiker, Bandleader und Begründer des Western Swing                 | 70    |       |
| 14. Mai | Ernst Fredrik Werner Alexanderson  | schwedisch-US-amerikanischer Elektroingenieur                                                 | 97    |       |
| 14. Mai | Willie Beck                        | US-amerikanischer Radrennfahrer                                                               | 80    |       |
| 14. Mai | Oskar Hammelsbeck                  | deutscher Pädagoge                                                                            | 75    |       |
| 14. Mai | Werner Laux                        | deutscher Kunstprofessor und Hochschulrektor                                                  | 73    |       |
| 15. Mai | James Cardno                       | britischer Bobfahrer                                                                          | 62    |       |
| 15. Mai | Taira Honda                        | japanischer Mathematiker                                                                      | 42    |       |
| 15. Mai | Willy Möhwald                      | tschechoslowakischer Skispringer                                                              | 66    |       |
| 15. Mai | Rudolf Volkmann                    | deutscher Politiker (KPD), MdL                                                                | 77    |       |
| 16. Mai | Vicente Astorga                    | chilenischer Fußballspieler                                                                   | 41    |       |
| 16. Mai | Fritz Bruder                       | deutscher Politiker (CDU), MdL                                                                | 67    |       |
| 16. Mai | Lucien Huteau                      | französischer Fußballtorhüter                                                                 | 96    |       |
| 16. Mai | Hermann von Lüninck                | deutscher Verwaltungsjurist, Oberpräsident der Rheinprovinz                                   | 82    |       |
| 16. Mai | Carlo Manzoni                      | italienischer Maler und Schriftsteller                                                        | 66    |       |
| 16. Mai | Michael X                          | schwarzer Bürgerrechtler und Mörder                                                           |       |       |
| 16. Mai | Gilbert Mury                       | französischer Politiker (PCF)                                                                 |       |       |
| 16. Mai | Bruno Nelissen-Haken               | deutscher Schriftsteller                                                                      | 73    |       |
| 16. Mai | Wilhelm Schoof                     | deutscher Germanist und Oberstudiendirektor in Bad Hersfeld                                   | 98    |       |
| 16. Mai | Oskar Tietz                        | deutscher Radrennfahrer                                                                       | 79    |       |
| 17. Mai | Albert Buchmann                    | deutscher Politiker (KPD), MdR, MdL                                                           | 80    |       |
| 17. Mai | Gerður Helgadóttir                 | isländische Künstlerin                                                                        | 47    |       |
| 17. Mai | Konrad Jenzen                      | deutscher Telegraphenbeamter und Politiker (DtSP, NSDAP), MdR                                 | 93    |       |
| 17. Mai | Sonny Lee                          | US-amerikanischer Posaunist des frühen Jazz                                                   | 70    |       |
| 17. Mai | Bjarne Pettersen                   | norwegischer Fußballspieler                                                                   | 67    |       |
| 17. Mai | Arthur Trappier                    | US-amerikanischer Jazz-Schlagzeuger                                                           | 64    |       |
| 17. Mai | S. O. Wagner                       | deutscher Schauspieler, Regisseur, Hörspielsprecher und Autor                                 | 72    |       |
| 17. Mai | Ibrahim Wasif                      | ägyptischer Gewichtheber                                                                      | 66    |       |
| 18. Mai | Leroy Anderson                     | US-amerikanischer Komponist                                                                   | 66    |       |
| 18. Mai | Günther Arndt                      | deutscher Politiker (NSDAP), MdR, MdL                                                         | 80    |       |
| 18. Mai | Kasimir Fajans                     | polnisch-US-amerikanischer Chemiker                                                           | 87    |       |
| 18. Mai | Magdalene Kreßner                  | deutsche Bildhauerin                                                                          | 75    |       |
| 18. Mai | Christian Lahusen                  | deutscher Komponist                                                                           | 89    |       |
| 18. Mai | Ilija Petrow                       | bulgarischer Maler                                                                            | 71    |       |
| 18. Mai | Ferdinand Riefler                  | österreichischer Politiker (ÖVP), Landtagsabgeordneter                                        | 77    |       |
| 18. Mai | Alfred Schmidt                     | hessischer Politiker (SPD)                                                                    | 70    |       |
| 18. Mai | Christopher Strachey               | britischer Informatiker                                                                       | 58    |       |
| 18. Mai | Aníbal Troilo                      | argentinischer Tango-Musiker und -Komponist                                                   | 60    |       |
| 19. Mai | Friedrich Ebrard                   | Schweizer Jurist und Rechtshistoriker                                                         | 84    |       |
| 19. Mai | Smilo von Lüttwitz                 | deutscher Offizier und General der deutschen Wehrmacht und Bundeswehr                         | 79    |       |
| 19. Mai | Jacques Natanson                   | französischer Bühnenschriftsteller, Dialog- und Drehbuchautor                                 | 74    |       |
| 19. Mai | Robert E. Quinn                    | US-amerikanischer Jurist und Politiker                                                        | 81    |       |
| 19. Mai | Toni Schelkopf                     | deutscher Filmproduzent, Filmmanager und Verbandsfunktionär                                   | 61    |       |
| 19. Mai | Li Tobler                          | Schweizer Schauspielerin, Modell und Galeristin                                               |       |       |
| 20. Mai | Wilhelm Breuer                     | deutscher Politiker der CDU                                                                   | 76    |       |
| 20. Mai | Karl Derntl                        | österreichischer Musiker und Komponist                                                        | 56    |       |
| 20. Mai | Barbara Hepworth                   | englische Bildhauerin                                                                         | 72    |       |
| 20. Mai | Clarence E. Kilburn                | US-amerikanischer Politiker                                                                   | 82    |       |
| 20. Mai | Werner Kirsch                      | deutscher Agrarwissenschaftler und Tierzüchter                                                | 74    |       |
| 20. Mai | Franz Krammer                      | österreichischer Politiker (SPÖ), Landtagsabgeordneter im Burgenland                          | 84    |       |
| 20. Mai | Mataʻafa Mulinuʻu II.              | samoanischer Politiker, Premierminister von Samoa                                             | 53    |       |
| 20. Mai | Alfred Neveu                       | Schweizer Bobfahrer                                                                           | 84    |       |
| 20. Mai | Richard Oehm                       | deutscher Fußballspieler                                                                      | 65    |       |
| 20. Mai | Raymond Saladin                    | französischer Automobilrennfahrer                                                             | 85    |       |
| 20. Mai | Erwin W. Straus                    | deutsch-US-amerikanischer Psychiater und Psychologe                                           | 83    |       |
| 21. Mai | Toni Angerer                       | deutscher Skispringer                                                                         |       |       |
| 21. Mai | Erik Eriksson                      | finnischer Leichtathlet                                                                       | 77    |       |
| 21. Mai | Wilhelm Góra                       | polnischer Fußballspieler                                                                     | 59    |       |
| 21. Mai | Boris Lasarewitsch Kljusner        | russischer Komponist                                                                          | 65    |       |
| 21. Mai | John H. Ray                        | US-amerikanischer Jurist und Politiker                                                        | 88    |       |
| 22. Mai | Willi Baumgart                     | deutscher Gewerkschafter (FDGB) und SED-Funktionär                                            | 71    |       |
| 22. Mai | Eugene Black                       | US-amerikanischer Politiker                                                                   | 95    |       |
| 22. Mai | Ron Copeland                       | US-amerikanischer Leichtathlet und American-Football-Spieler                                  | 28    |       |
| 22. Mai | Paul Dölz                          | deutscher Politiker (SPD), MdL                                                                | 87    |       |
| 22. Mai | Sarah Goldblatt                    | südafrikanische Autorin, Lehrerin und Dichterin                                               | 85    |       |
| 22. Mai | Lefty Grove                        | US-amerikanischer Baseballspieler                                                             | 75    |       |
| 22. Mai | George W. F. Hallgarten            | deutschstämmiger US-amerikanischer Historiker                                                 | 74    |       |
| 22. Mai | Boris Kalin                        | jugoslawischer Bildhauer                                                                      | 69    |       |
| 22. Mai | Arnold McNair, 1. Baron McNair     | britischer Jurist, Präsident des Internationalen Gerichtshofs (1952–1955)                     | 90    |       |
| 22. Mai | Torben Meyer                       | dänischer Schauspieler                                                                        | 90    |       |
| 22. Mai | Alfred Raupach                     | deutscher Orgelbauer                                                                          | 69    |       |
| 22. Mai | Johannes Rosenthal                 | deutscher Ordensgeistlicher, Bischof, Pallottiner                                             | 72    |       |
| 23. Mai | Stanley William Abbott             | US-amerikanischer Landschaftsarchitekt                                                        | 67    |       |
| 23. Mai | Hanno Kesting                      | deutscher Soziologe                                                                           | 49    |       |
| 23. Mai | Karl-Otto Kiepenheuer              | deutscher Astronom                                                                            | 64    |       |
| 23. Mai | Paul Legentilhomme                 | französischer General                                                                         | 91    |       |
| 23. Mai | Moms Mabley                        | US-amerikanische Komikerin, Schauspielerin und Sängerin                                       | 78    |       |
| 23. Mai | Hans Rebelein                      | deutscher Chemiedirektor und Entwickler                                                       | 59    |       |
| 23. Mai | Ottavio Scotti                     | italienischer Filmarchitekt                                                                   | 71    |       |
| 24. Mai | Everett G. Burkhalter              | US-amerikanischer Politiker                                                                   | 78    |       |
| 24. Mai | Sandy Dempsey                      | US-amerikanische Schauspielerin                                                               | 26    |       |
| 24. Mai | Edward Grierson                    | englischer Jurist und Schriftsteller                                                          | 61    |       |
| 24. Mai | Emilio Oribe                       | uruguayischer Schriftsteller und Philosoph                                                    | 82    |       |
| 24. Mai | Sophie Tschorn                     | deutsche Hörfunkpionierin und Schriftstellerin                                                | 83    |       |
| 24. Mai | Marcel Vacherot                    | französischer Tennisspieler                                                                   | 94    |       |
| 24. Mai | Franz Worpenberg                   | deutscher Politiker (CDU), MdL                                                                | 71    |       |
| 25. Mai | Rudolf von Hirsch                  | deutscher Baron und Überlebender des Holocaust                                                | 99    |       |
| 25. Mai | Siegfried Macholz                  | deutscher Offizier, zuletzt Generalleutnant im Zweiten Weltkrieg                              | 84    |       |
| 25. Mai | Ernest Vicogne                     | französischer Turner                                                                          | 87    |       |
| 26. Mai | Heinrich Hamann                    | deutscher Fotograf                                                                            | 91    |       |
| 26. Mai | Franz Haunschmidt                  | österreichischer Kaufmann und Politiker (ÖVP), Abgeordneter zum Nationalrat                   | 72    |       |
| 26. Mai | Margarete Meseritz-Edelheim        | deutsche Juristin, Journalistin und Frauenrechtlerin                                          | 83    |       |
| 26. Mai | Alfred Polizzi                     | italienisch-US-amerikanischer Mobster                                                         | 75    |       |
| 27. Mai | Giovanni Canestrini                | italienischer Journalist, Ingenieur, Fußballspieler, -schiedsrichter und Sportfunktionär      | 81    |       |
| 27. Mai | Ezzard Charles                     | US-amerikanischer Boxer                                                                       | 53    |       |
| 27. Mai | Karl Hasselmann                    | evangelischer Theologe und Landespropst                                                       | 77    |       |
| 27. Mai | Peter Jäggi                        | Schweizer Rechtswissenschaftler                                                               | 65    |       |
| 27. Mai | William Rudolph                    | US-amerikanischer Filmtechniker                                                               | 88    |       |
| 27. Mai | Karl Vonbank                       | österreichischer Politiker (NSDAP, VdU/FPÖ), Landtagsabgeordneter zum Vorarlberger Landtag    | 79    |       |
| 28. Mai | Otto Basler                        | deutscher Germanist, Volkskundler und Bibliothekar                                            | 83    |       |
| 28. Mai | Eric Emerson                       | US-amerikanischer Tänzer und Schauspieler                                                     | 31    |       |
| 28. Mai | Severin Grill                      | österreichischer Zisterzienser und Theologe                                                   | 82    |       |
| 28. Mai | Lung Chien                         | chinesischer Filmregisseur                                                                    |       |       |
| 28. Mai | Martin Reuther                     | deutscher Kartographiehistoriker und Archivar                                                 | 73    |       |
| 28. Mai | Roy Roberts                        | US-amerikanischer Schauspieler                                                                | 69    |       |
| 28. Mai | Edmund Schramm                     | deutscher Romanist und Hispanist                                                              | 73    |       |
| 28. Mai | August Tölken                      | deutscher Bildhauer                                                                           | 82    |       |
| 29. Mai | Sergio Frusoni                     | kap-verdischer Poet                                                                           | 73    |       |
| 29. Mai | Kurt Großkurth                     | deutscher Schauspieler und Sänger                                                             | 66    |       |
| 29. Mai | Josef Menz-Popp                    | Südtiroler Bauer und Politiker                                                                | 91    |       |
| 29. Mai | Teodor Neș                         | ungarischer Journalist                                                                        | 84    |       |
| 29. Mai | Benno Ottow                        | deutsch-baltischer Gynäkologe und Geburtshelfer                                               | 91    |       |
| 30. Mai | Simone Berteaut                    | französische Autorin                                                                          | 59    |       |
| 30. Mai | Christian Kinder                   | deutscher Kirchenjurist                                                                       | 78    |       |
| 30. Mai | Alexandre Le Berre                 | französischer Fußballspieler                                                                  | 50    |       |
| 30. Mai | Steve Prefontaine                  | US-amerikanischer Leichtathlet                                                                | 24    |       |
| 30. Mai | Michel Simon                       | schweizerischer Schauspieler                                                                  | 80    |       |
| 31. Mai | Jan Bauwens                        | belgischer Ruderer                                                                            | 72    |       |
| 31. Mai | Wolf Bodenheimer                   | deutscher Chemiker                                                                            | 69    |       |
| 31. Mai | Georg Achates Gripenberg           | finnischer Diplomat                                                                           | 85    |       |
| 31. Mai | Hedwig Hornburg                    | deutsche Malerin und Lehrerin                                                                 | 90    |       |
| 31. Mai | Ernst Jäger                        | deutsch-US-amerikanischer Journalist, Spezialgebiet Filmkritik                                | 79    |       |
| 31. Mai | Eric Heinz Lenneberg               | deutsch-US-amerikanischer Linguist und Hochschullehrer                                        | 53    |       |
| 31. Mai | Ewald Samsche                      | deutscher Politiker (CDU), MdHB                                                               | 62    |       |
| 31. Mai | Rudolf Schwandt                    | deutscher Landwirt und Politiker (DBD), MdV                                                   | 77    |       |
| Mai     | Richard Sokolove                   | US-amerikanischer Drehbuchautor und Filmproduzent                                             | 67    |       |
| Mai     | Emma Vyssotsky                     | US-amerikanische Astronomin                                                                   | 80    |       |

## Juni
| Tag      | Name                                   | Beruf, bekannt als                                                                                   | Alter | Beleg |
| -------- | -------------------------------------- | --- | ----- | ----- |
| 1. Juni  | Erich Cuntz                            | deutscher Hockeyspieler                                                                              | 58    |       |
| 1. Juni  | Friedrich Griese                       | deutscher Schriftsteller                                                                             | 84    |       |
| 1. Juni  | Marie Jorns                            | deutsche Kunsthistorikerin und Autorin                                                               | 92    |       |
| 1. Juni  | Alois Kieslinger                       | österreichischer Geologe                                                                             | 75    |       |
| 1. Juni  | Ernst Schneider                        | österreichischer Erfinder                                                                            | 80    |       |
| 1. Juni  | Wilhelm Werth                          | deutscher Jurist und Politiker (SPD), MdL                                                            | 61    |       |
| 2. Juni  | Horst Bartholomeyczik                  | deutscher Zivilrechtler und SS-Obersturmbannführer                                                   | 71    |       |
| 2. Juni  | Karl-Ewald Herlyn                      | deutscher Chirurg                                                                                    | 73    |       |
| 3. Juni  | Hermann Busch                          | deutscher Cellist                                                                                    | 77    |       |
| 3. Juni  | Ralph J. Gleason                       | US-amerikanischer Musikkritiker                                                                      | 58    |       |
| 3. Juni  | Ozzie Nelson                           | US-amerikanischer Jazz-Musiker und Bigband-Leader                                                    | 69    |       |
| 3. Juni  | Harald von Rautenfeld                  | baltendeutscher Journalist                                                                           | 81    |       |
| 3. Juni  | Satō Eisaku                            | japanischer Politiker, Premierminister (1964–1972)                                                   | 74    |       |
| 4. Juni  | Walentin Ferdinandowitsch Asmus        | russischer Philosoph, Logiker und Logikhistoriker                                                    | 80    |       |
| 4. Juni  | Evelyn Brent                           | US-amerikanische Schauspielerin                                                                      | 75    |       |
| 4. Juni  | Heinrich Buddenberg                    | Oberbürgermeister von Osnabrück                                                                      | 82    |       |
| 4. Juni  | James Maxwell Ross Cormack             | britischer Altphilologe und Epigraphiker                                                             | 65    |       |
| 4. Juni  | Frida Leider                           | deutsche Opernsängerin                                                                               | 87    |       |
| 5. Juni  | Margherita Cagol                       | italienische Linksterroristin                                                                        | 30    |       |
| 5. Juni  | Hans Gutzeit                           | deutscher Offizier, Generalmajor der Wehrmacht                                                       | 80    |       |
| 5. Juni  | Roelf Heyen                            | deutscher Politiker (SPD)                                                                            | 36    |       |
| 5. Juni  | Paul Keres                             | estnisch-sowjetischer Schachspieler                                                                  | 59    |       |
| 5. Juni  | Leopold Langhammer                     | österreichischer Volksbildner                                                                        | 83    |       |
| 5. Juni  | Émile Reuse                            | belgischer Fußballspieler                                                                            | 91    |       |
| 6. Juni  | Cyrus Baldridge                        | US-amerikanischer Illustrator, Maler, Grafiker und Kosmopolit                                        | 86    |       |
| 6. Juni  | Hugo Dyson                             | englischer Literaturwissenschaftler und Hochschullehrer                                              | 79    |       |
| 6. Juni  | Alvin Hansen                           | US-amerikanischer Wirtschaftswissenschaftler                                                         | 87    |       |
| 6. Juni  | Hugo Launicke                          | deutscher Widerstandskämpfer gegen den Nationalsozialismus, Politiker (SED)                          | 66    |       |
| 6. Juni  | Carl von Lorck                         | deutscher Jurist und Kunsthistoriker                                                                 | 82    |       |
| 6. Juni  | Willi Luckner                          | deutscher Politiker (NSDAP), MdR, MdL                                                                | 78    |       |
| 6. Juni  | Lester Matthews                        | britischer Schauspieler                                                                              | 75    |       |
| 6. Juni  | Ōshima Hiroshi                         | General der Kaiserlich Japanischen Armee und Diplomat                                                | 89    |       |
| 6. Juni  | Edmund Pakulla                         | deutscher Eisenhüttenmann und Manager in der Stahlindustrie                                          | 82    |       |
| 6. Juni  | Emmy Percy-Wüstenhagen                 | österreichische Schauspielerin                                                                       | 70    |       |
| 6. Juni  | Herbert Schulze                        | deutscher Musikwissenschaftler                                                                       | 51    |       |
| 7. Juni  | Manuel María Borrero                   | ecuadorianischer Anwalt und Politiker                                                                | 92    |       |
| 7. Juni  | Gustav Borrmann                        | deutscher KPD-Funktionär, Oberst im Ministerium für Staatssicherheit (MfS) der DDR                   | 79    |       |
| 7. Juni  | Roger Grosjean                         | französischer Archäologe                                                                             | 54    |       |
| 7. Juni  | Jewel Jordan                           | US-amerikanische Politikerin                                                                         | 84    |       |
| 7. Juni  | Mihály Matura                          | ungarischer Ringer                                                                                   | 75    |       |
| 7. Juni  | Helmut Tietje                          | deutscher Politiker (CDU), MdL                                                                       | 49    |       |
| 7. Juni  | Arthur Weber                           | deutscher Balneologe, Kardiologe sowie Hochschullehrer                                               | 95    |       |
| 8. Juni  | Johannes Kramer                        | deutscher Physiker                                                                                   |       |       |
| 8. Juni  | Murray Leinster                        | US-amerikanischer Science-Fiction-Autor                                                              | 78    |       |
| 8. Juni  | Heinrich Völker                        | deutscher Politiker (SPD), MdL                                                                       | 75    |       |
| 9. Juni  | Ursula Fesca                           | deutsche Keramikerin                                                                                 | 75    |       |
| 9. Juni  | Janina Konarska                        | polnische Malerin                                                                                    | 75    |       |
| 9. Juni  | Albert Zahn                            | deutscher Schauspieler                                                                               | 56    |       |
| 10. Juni | John E. Hull                           | US-amerikanischer General                                                                            | 80    |       |
| 10. Juni | Eduard Juhl                            | deutscher evangelischer Pfarrer und geistlicher Schriftsteller                                       | 90    |       |
| 10. Juni | Franz Löbert                           | deutscher Politiker (SPD)                                                                            | 69    |       |
| 10. Juni | Silvestro Prestifilippo                | italienischer Journalist, Autor und Filmregisseur                                                    | 53    |       |
| 10. Juni | Wilhelm Quade                          | deutscher Mathematiker                                                                               | 76    |       |
| 10. Juni | Frederick Smith, 2. Earl of Birkenhead | britischer Historiker                                                                                | 67    |       |
| 11. Juni | Ralph B. Atkinson                      | US-amerikanischer Filmtechniker und -produzent                                                       | 67    |       |
| 11. Juni | Herbert Lang                           | Schweizer Verleger und Buchhändler                                                                   | 77    |       |
| 11. Juni | Alfred Römer                           | österreichischer Politiker (ÖVP), Abgeordneter zum Nationalrat                                       | 65    |       |
| 11. Juni | Floro Ugarte                           | argentinischer Komponist                                                                             | 90    |       |
| 12. Juni | Rafael Arévalo Martínez                | guatemaltekischer Schriftsteller                                                                     | 90    |       |
| 12. Juni | Heinz Bosl                             | deutscher Tänzer                                                                                     | 28    |       |
| 12. Juni | Paul Farrell                           | irischer Filmschauspieler                                                                            | 81    |       |
| 12. Juni | Virgilio Ferrari                       | italienischer Arzt und Politiker (PSDI), Bürgermeister von Mailand (1951–1961)                       |       |       |
| 12. Juni | Fernando Herrero Tejedor               | spanischer Politiker                                                                                 | 54    |       |
| 12. Juni | Alfred Kurella                         | deutscher Schriftsteller, Übersetzer, Kulturfunktionär und Politiker (SED), MdV                      | 80    |       |
| 12. Juni | Millard Meiss                          | US-amerikanischer Kunsthistoriker                                                                    | 71    |       |
| 12. Juni | Ernst Merk                             | deutscher Generalmajor im Zweiten Weltkrieg                                                          | 71    |       |
| 12. Juni | Sepp Rothauer                          | österreichischer Architekt und Filmarchitekt                                                         | 59    |       |
| 12. Juni | Nelli Schmithals                       | deutsche Fotografin                                                                                  | 94    |       |
| 12. Juni | Jules Voncken                          | belgischer Generalstabsarzt, Sanitätsinspekteur und ICMM-Generalsekretär                             | 87    |       |
| 12. Juni | Gisela Weiss                           | österreichische Astronomin                                                                           | 83    |       |
| 13. Juni | Hans Frick                             | Schweizer Historiker und Offizier                                                                    | 87    |       |
| 13. Juni | Werner Goldschmidt                     | deutscher Kunsthistoriker und Musikverleger                                                          | 71    |       |
| 13. Juni | José María Guido                       | argentinischer Politiker                                                                             | 64    |       |
| 13. Juni | Bernard Homola                         | deutscher Filmkomponist                                                                              | 80    |       |
| 13. Juni | Peter V. Karpovich                     | russisch-US-amerikanischer Sportmediziner                                                            | 79    |       |
| 13. Juni | Jacqueline Nova                        | kolumbianische Komponistin                                                                           | 40    |       |
| 13. Juni | Gotthold Schneider                     | deutscher Buchhändler, NS-Funktionär und Designer                                                    | 75    |       |
| 13. Juni | Arturo Tabera                          | spanischer Kardinal der römisch-katholischen Kirche und Erzbischof von Pamplona                      | 71    |       |
| 14. Juni | Ilse Korn                              | deutsche Schriftstellerin                                                                            | 68    |       |
| 14. Juni | Hans Michahelles                       | deutscher Marineoffizier, zuletzt Konteradmiral im Zweiten Weltkrieg                                 | 76    |       |
| 14. Juni | Raphaël Manso de Zuñiga                | spanischer Automobilrennfahrer                                                                       | 77    |       |
| 15. Juni | William Austin                         | britischer Schauspieler                                                                              | 91    |       |
| 15. Juni | Viktor Burr                            | deutscher Althistoriker und Bibliothekar                                                             | 69    |       |
| 15. Juni | Hans-Bernhard von Grünberg             | deutscher Nationalökonom, Rektor der Universität Königsberg                                          | 72    |       |
| 15. Juni | K. A. Nilakanta Sastri                 | tamilischer Historiker                                                                               | 82    |       |
| 15. Juni | Herbert Schober                        | österreichisch-deutscher Physiker und Augenarzt                                                      | 70    |       |
| 15. Juni | Erich Schüler                          | deutscher Arzt und Politiker (CDU)                                                                   | 68    |       |
| 16. Juni | Edward S. Aarons                       | US-amerikanischer Schriftsteller                                                                     |       |       |
| 16. Juni | Frederick F. C. Curtis                 | deutsch-britischer Architekt                                                                         |       |       |
| 16. Juni | Hildegard Damrow                       | deutsche Soziologin und Gerichtsreporterin                                                           | 56    |       |
| 16. Juni | Karl Dörge                             | deutscher Mathematiker                                                                               | 75    |       |
| 16. Juni | Wilhelm Haring                         | deutscher Pädagoge                                                                                   | 75    |       |
| 16. Juni | Felix Hoffmann                         | Schweizer Grafiker und Künstler                                                                      | 64    |       |
| 16. Juni | Alfons Mels-Colloredo                  | österreichisch-deutscher Verwaltungsbeamter und Landrat                                              | 80    |       |
| 16. Juni | Ivan Monteiro de Barros Lins           | brasilianischer Essayist und Philosoph                                                               | 71    |       |
| 16. Juni | Don Robey                              | US-amerikanischer Songschreiber und Musik-Produzent                                                  | 71    |       |
| 16. Juni | Theodor Schräder                       | deutscher Fischereibiologe und Limnologe                                                             | 71    |       |
| 16. Juni | Reinhard Wester                        | deutscher, evangelischer Theologe                                                                    | 73    |       |
| 17. Juni | Alfred Aufdenblatten                   | Schweizer Skilangläufer                                                                              | 77    |       |
| 17. Juni | Max Barthel                            | deutscher Schriftsteller                                                                             | 81    |       |
| 17. Juni | Rohinton Noble                         | indischer Radrennfahrer                                                                              | 49    |       |
| 17. Juni | Norbert Richter-Scrobinhusen           | deutscher Grafiker, Radierer und Maler                                                               | 45    |       |
| 17. Juni | Erna Schützenberger                    | deutsche Volksmusikforscherin                                                                        | 83    |       |
| 18. Juni | Samuel Hugo Bergman                    | österreichischer Philosoph                                                                           | 91    |       |
| 18. Juni | Franz Dietsche                         | deutscher Politiker (CDU), MdL (Baden-Württemberg)                                                   | 62    |       |
| 18. Juni | Charles-Georges Duvanel                | Schweizer Kameramann, Filmregisseur und Filmproduzent                                                | 69    |       |
| 18. Juni | Bruno Migliorini                       | italienischer Sprachwissenschaftler, Romanist, Italianist und Esperantist                            | 78    |       |
| 18. Juni | Earl Washington                        | US-amerikanischer Jazzmusiker und Komponist                                                          | 54    |       |
| 19. Juni | Gustav Bebermeyer                      | deutscher Germanist                                                                                  | 84    |       |
| 19. Juni | Omar del Carlo                         | argentinischer Dramatiker                                                                            |       |       |
| 19. Juni | Sam Giancana                           | US-amerikanischer Mafiaboss in Chicago                                                               | 67    |       |
| 19. Juni | Jacques Guilhem                        | römisch-katholischer Bischof von Laval in Frankreich                                                 | 77    |       |
| 19. Juni | William van Leckwijck                  | belgischer Geologe                                                                                   | 72    |       |
| 19. Juni | Krista Nell                            | österreichische Sängerin und Schauspielerin                                                          | 29    |       |
| 19. Juni | Alice Schofield                        | schottisch-britische Künstlerin und Suffragette                                                      | 94    |       |
| 19. Juni | Henry Nelson Wieman                    | US-amerikanischer Philosoph uns Theologe                                                             | 90    |       |
| 20. Juni | Michel Aïkpé                           | beninischer Politiker (Republik Dahomey)                                                             |       |       |
| 20. Juni | Daniel Ayala Pérez                     | mexikanischer Komponist                                                                              | 68    |       |
| 20. Juni | Maurice Baumer                         | britischer Automobilrennfahrer                                                                       | 74    |       |
| 20. Juni | Karel Gleenewinkel Kamperdijk          | niederländischer Fußballspieler                                                                      | 91    |       |
| 20. Juni | Angier Goodwin                         | US-amerikanischer Politiker                                                                          | 94    |       |
| 20. Juni | Kurt Heuser                            | deutscher Schriftsteller und Drehbuchautor                                                           | 71    |       |
| 20. Juni | Michail Alexejewitsch Jegorow          | sowjetischer Militär, Sergeant der Roten Armee                                                       | 52    |       |
| 20. Juni | Werner Schulemann                      | deutscher Pharmakologe                                                                               | 87    |       |
| 20. Juni | Mary Elvira Weeks                      | US-amerikanische Chemiehistorikerin                                                                  | 83    |       |
| 21. Juni | Max Braubach                           | deutscher Historiker                                                                                 | 76    |       |
| 21. Juni | Emilio Grau Sala                       | spanischer Maler und Mitglied der Escuela de París                                                   | 63    |       |
| 21. Juni | Adolf Kupke                            | deutscher VdgB-Funktionär und SED-Funktionär                                                         | 74    |       |
| 21. Juni | Heinz Lau                              | deutscher Komponist und Hochschullehrer                                                              | 49    |       |
| 21. Juni | Gerhard Masur                          | deutsch-US-amerikanischer Historiker                                                                 | 73    |       |
| 21. Juni | Arnulf Wallner                         | deutscher Maler und Grafiker                                                                         | 39    |       |
| 22. Juni | Georg Hyckel                           | deutscher Lehrer, Heimatkundler, Sachbuchautor und Publizist                                         | 95    |       |
| 22. Juni | Oscar Strock                           | lettischer Kapellmeister, Komponist, Arrangeur und Pianist                                           | 82    |       |
| 22. Juni | Per Wahlöö                             | schwedischer Krimi-Schriftsteller                                                                    | 48    |       |
| 23. Juni | Hugo F. Koenigsgarten                  | österreichischer Autor, Journalist, Librettist und Dozent                                            | 71    |       |
| 23. Juni | Hayashi Takeshi                        | japanischer Maler                                                                                    | 78    |       |
| 23. Juni | Ivy Baker Priest                       | US-amerikanische Regierungsbeamtin                                                                   | 69    |       |
| 23. Juni | Wilfrid Schreiber                      | deutscher Politologe, „Vater der dynamischen Rente“                                                  | 70    |       |
| 23. Juni | Alfons Simon                           | deutscher Pädagoge und Individualpsychologe                                                          | 78    |       |
| 24. Juni | Elizabeth Lee Hazen                    | US-amerikanische Mikrobiologin                                                                       | 89    |       |
| 24. Juni | Louis Hudson                           | kanadischer Eishockeyspieler                                                                         | 77    |       |
| 24. Juni | Hans-Robert Mezger                     | deutscher Militär- und Bundesrichter                                                                 | 70    |       |
| 24. Juni | Miriam Pratt                           | englisch-britische Suffragette und Brandstifterin                                                    | 82    |       |
| 24. Juni | Luigi Raimondi                         | italienischer Geistlicher, vatikanischer Diplomat und Kurienkardinal der römisch-katholischen Kirche | 62    |       |
| 24. Juni | Louis Van Hege                         | belgischer Fußballspieler und Bobfahrer                                                              | 86    |       |
| 25. Juni | Javier Ambrois                         | uruguayischer Fußballspieler                                                                         | 43    |       |
| 25. Juni | Benny Bass                             | US-amerikanischer Boxer                                                                              | 71    |       |
| 25. Juni | Antonio Romera                         | spanisch-chilenischer Kunstwissenschaftler und -kritiker, Zeichner und Karikaturist                  |       |       |
| 26. Juni | Basil Cameron                          | englischer Geiger und Dirigent                                                                       | 90    |       |
| 26. Juni | Marian Chodacki                        | polnischer Offizier und Diplomat                                                                     | 76    |       |
| 26. Juni | Josemaría Escrivá                      | spanischer Geistlicher, Gründer des Opus Dei                                                         | 73    |       |
| 26. Juni | Román Fresnedo Siri                    | uruguayischer Architekt                                                                              | 72    |       |
| 26. Juni | Peter Gordon                           | kanadischer Segler                                                                                   | 92    |       |
| 26. Juni | Michael Pirker                         | österreichischer Politiker (NSDAP), MdR                                                              | 63    |       |
| 26. Juni | Joseph Proudman                        | britischer Ozeanograph                                                                               | 86    |       |
| 27. Juni | Alfonso Gómez-Mena                     | kubanischer Automobilrennfahrer                                                                      | 62    |       |
| 27. Juni | Wilhelm Häberle                        | deutscher Missionar in Kamerun und Schriftsteller                                                    | 69    |       |
| 27. Juni | Herbert Kiebler                        | deutsches Todesopfer der Berliner Mauer                                                              | 23    |       |
| 27. Juni | Friedrich Platzer                      | österreichischer Politiker (ÖVP), Landtagsabgeordneter                                               | 47    |       |
| 27. Juni | Arthur Salter, 1. Baron Salter         | britischer Politiker, Mitglied des House of Commons und des House of Lords                           | 94    |       |
| 27. Juni | Robert Stolz                           | österreichischer Komponist und Dirigent                                                              | 94    |       |
| 27. Juni | Geoffrey Ingram Taylor                 | britischer Physiker                                                                                  | 89    |       |
| 27. Juni | Harry Wood                             | britischer Marathonläufer                                                                            | 72    |       |
| 28. Juni | Konstantinos A. Doxiadis               | griechischer Architekt und Städteplaner der Moderne                                                  | 62    |       |
| 28. Juni | Adolf Ehrt                             | deutscher Soziologe                                                                                  | 72    |       |
| 28. Juni | Karl Ludwig Gerok                      | deutscher Organist und Komponist                                                                     | 69    |       |
| 28. Juni | Hans Harms                             | deutscher Manager                                                                                    | 68    |       |
| 28. Juni | Carl Koppehel                          | deutscher Fußballschiedsrichter, Funktionär und Autor                                                | 84    |       |
| 28. Juni | Serge Reding                           | belgischer Gewichtheber                                                                              | 33    |       |
| 28. Juni | Rod Serling                            | US-amerikanischer Drehbuchautor und Produzent                                                        | 50    |       |
| 28. Juni | Coke R. Stevenson                      | US-amerikanischer Politiker                                                                          | 87    |       |
| 28. Juni | Rolf Thiele                            | deutscher Motorradrennfahrer                                                                         |       |       |
| 29. Juni | Aenne Abels                            | deutsche Kunsthändlerin                                                                              | 74    |       |
| 29. Juni | Tim Buckley                            | US-amerikanischer Singer-Songwriter                                                                  | 28    |       |
| 29. Juni | Hans Furler                            | deutscher Politiker (CDU), MdB, MdEP                                                                 | 71    |       |
| 29. Juni | Katharina Hammerschmidt                | deutsches Mitglied der Rote Armee Fraktion                                                           | 31    |       |
| 29. Juni | Oskar Rümmele                          | deutscher Gewerkschafter und Politiker (CDU), MdB                                                    | 85    |       |
| 29. Juni | Fritz Clemens Werner                   | deutscher Zoologe und Sachbuchautor                                                                  | 79    |       |
| 30. Juni | Asahina Yasuhiko                       | japanischer Lichenologe und Chemiker                                                                 | 94    |       |
| 30. Juni | James Latham Clyde, Lord Clyde         | britischer Politiker und Jurist                                                                      | 76    |       |
| 30. Juni | Gordon Fowler                          | britischer Segler                                                                                    | 76    |       |
| 30. Juni | Erik Hjelm                             | schwedischer Fußballspieler                                                                          | 82    |       |
| 30. Juni | Karl Holdhaus                          | österreichischer Zoologe                                                                             | 92    |       |
| 30. Juni | Kaneko Mitsuharu                       | japanischer Dichter und Maler der Shōwa-Ära                                                          | 79    |       |
| 30. Juni | Angelo Kramel                          | deutscher Politiker (CSU), MdB, Vorsitzender des Deutschen Beamtenbundes                             | 72    |       |
| 30. Juni | Miron Nicolescu                        | rumänischer Mathematiker                                                                             | 71    |       |
| 30. Juni | Paul Stohrer                           | deutscher Architekt und Hochschullehrer                                                              | 65    |       |
| 30. Juni | Ludwig Wolff                           | deutscher Germanist                                                                                  | 83    |       |
| Juni     | Phoebe Foster                          | US-amerikanische Theater- und Filmschauspielerin                                                     | 79    |       |
| Juni     | Blake-More Godwin                      | US-amerikanischer Kunsthistoriker                                                                    | 81    |       |
| Juni     | Elmore Nixon                           | US-amerikanischer Rhythm-and-Blues-Sänger und Pianist                                                | 41    |       |